# Бодрівка
Бодрівка — колишній населений пункт у Куп'янському районі Харківської області, підпорядковувався Глушківській сільській раді.
Село знаходилося на сильно заболоченому лівому березі річки Піщана. Вище за течією на відстані 4 км — село Піщане, нижче за течією за 1 км — Колісниківка. Зникло між 1972 та 1986 роками.